# Liste der Biografien/Geb
Liste der Biografien |
Portal Biografien |
Personensuche
# |
A |
B |
C |
D |
E |
F |
G |
H |
I |
J |
K |
L |
M |
N |
O |
P |
Q |
R |
S |
T |
U |
V |
W |
X |
Y |
Z |
?
 
Ga |
Gb |
Gc |
Gd |
Ge |
Gf |
Gh |
Gi |
Gj |
Gk |
Gl |
Gm |
Gn |
Go |
Gp |
Gq |
Gr |
Gs |
Gu |
Gv |
Gw |
Gy |
Gz
 
Gea |
Geb |
Gec |
Ged |
Gee |
Gef |
Geg |
Geh |
Gei |
Gej |
Gek |
Gel |
Gem |
Gen |
Geo |
Gep |
Ger |
Ges |
Get |
Geu |
Gev |
Gew |
Gex |
Gey |
Gez
Die Liste der Biografien führt alle Personen auf, die in der deutschsprachigen Wikipedia einen Artikel haben. Dieses ist eine Teilliste mit 414 Einträgen von Personen, deren Namen mit den Buchstaben „Geb“ beginnt.

## Geb
- Geb, Friedrich (1847–1927), deutscher Architekt und Hochschullehrer

### Geba
- Gębala, Katarzyna (* 1974), polnische Skilangläuferin
- Gębala, Maciej (* 1994), polnischer HandballspielerMaciej Gębala (* 1994)

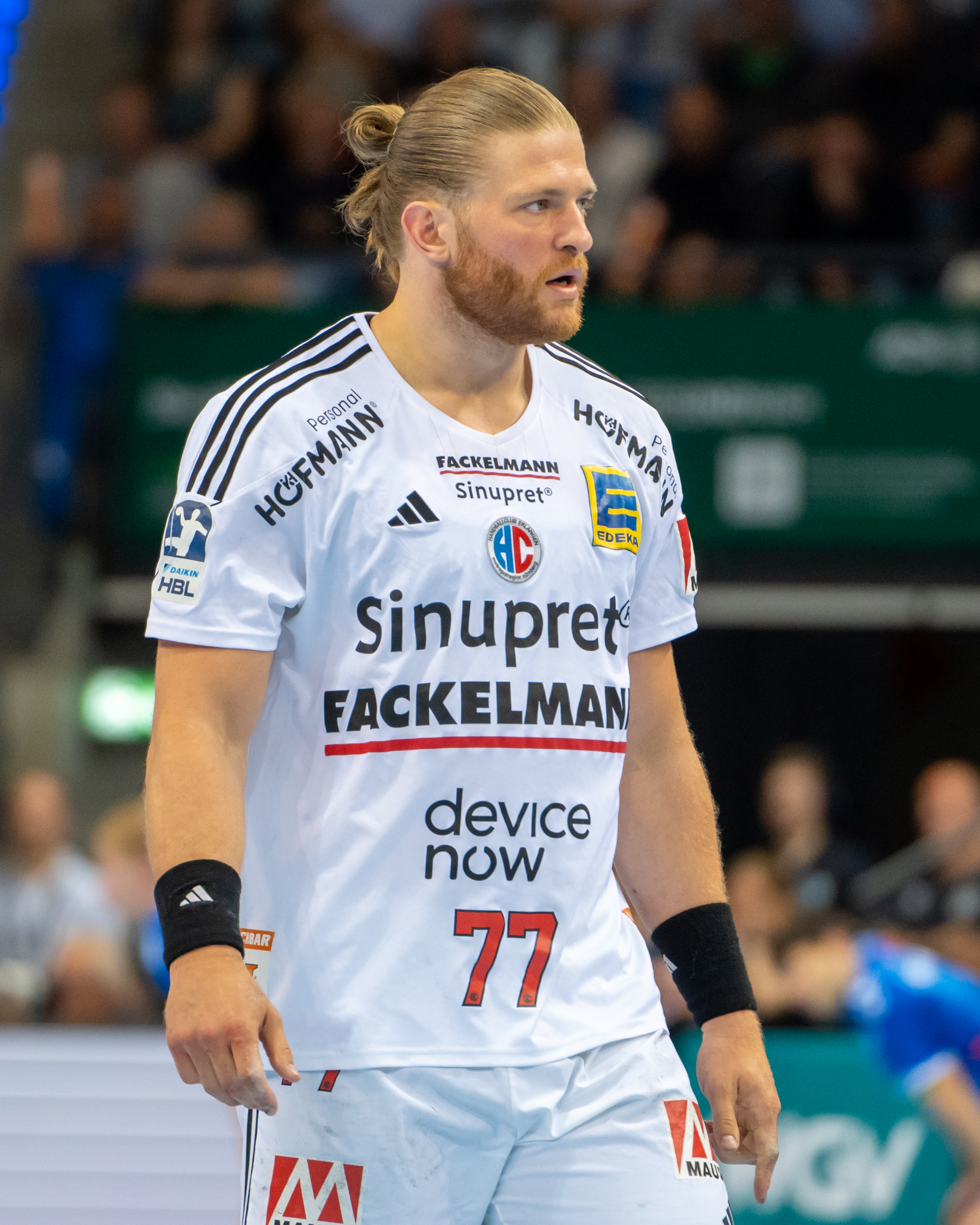
Maciej Gębala (* 1994)

- Gębala, Tomasz (* 1995), polnischer Handballspieler
- Gębala, Wiesław (* 1950), polnischer Skilangläufer
- Gębala-Duraj, Anna (* 1949), polnische Skilangläuferin
- Gebali, Tahani al- (1950–2022), ägyptische Verfassungsrichterin
- Geballe, Theodore (1920–2021), US-amerikanischer Physiker
- Gebara, Andrew, US-amerikanischer Offizier, General der US Air Force
- Gébara, Joseph (* 1965), libanesischer Geistlicher, melkitischer Erzbischof von Petra und Philadelphia
- Gebauer, Adolf (1941–2023), deutsch-tschechischer Komponist
- Gebauer, Alfred (1909–2005), deutscher Mediziner
- Gebauer, Andreas (* 1965), österreichischer Unternehmer
- Gebauer, Anton Karl (1872–1942), österreichischer Lehrer, Asienforscher, Reisender, Ethnograph und Schriftsteller
- Gebauer, August (1792–1852), deutscher Schriftsteller
- Gebauer, Benny (* 1939), deutscher Instrumentalist (Klarinette, Saxophon) und Komponist
- Gebauer, Carlos (* 1964), deutscher Jurist und SchauspielerCarlos Gebauer (* 1964)

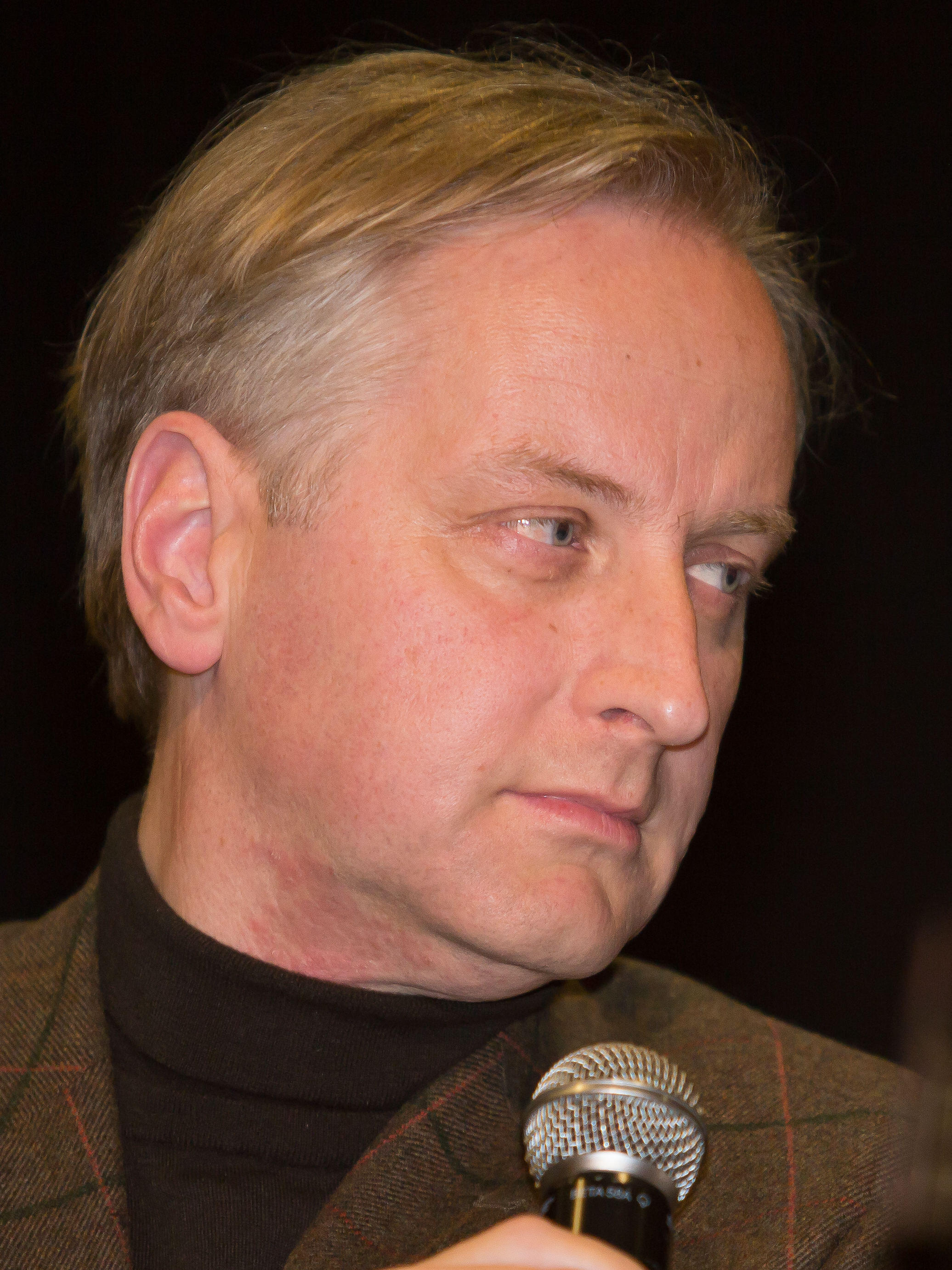
Carlos Gebauer (* 1964)

- Gebauer, Christfried (* 1942), deutscher Agraringenieur und Politiker (CDU), MdL
- Gebauer, Christian (* 1993), österreichischer Fußballspieler
- Gebauer, Christian David (1777–1831), dänischer Schlachten-, Tier- und Genremaler sowie Grafiker
- Gebauer, Claus (* 1960), deutscher Fußballspieler
- Gebauer, Dieter (1944–2018), deutscher Geologe und Hochschullehrer
- Gebauer, Edwin (1884–1967), deutscher Politiker (NSDAP), MdR
- Gebauer, Ernst (1782–1865), deutscher Porträtmaler
- Gebauer, Ferry Wilhelm (1901–1981), österreichischer Komponist und Musikverleger
- Gebauer, François René (1773–1845), französischer Komponist, Dirigent und Professor
- Gebauer, Franz Xaver (1784–1822), deutscher Komponist, Dirigent und Chorleiter
- Gebauer, Friedrich (1830–1903), deutscher Textilunternehmer
- Gebauer, Friedrich Albert (1821–1894), preußischer Generalleutnant und Kommandeur der 3. Infanteriebrigade
- Gebauer, Fritz (1906–1979), deutscher SS-Hauptsturmführer
- Gebauer, Georg Christian (1690–1773), deutscher Jurist, Historiker und Hochschullehrer
- Gebauer, Gerhard (1926–2017), deutscher Jurist und Kommunalpolitiker (SPD)
- Gebauer, Gunter (* 1944), deutscher Philosoph und LinguistGunter Gebauer (* 1944)

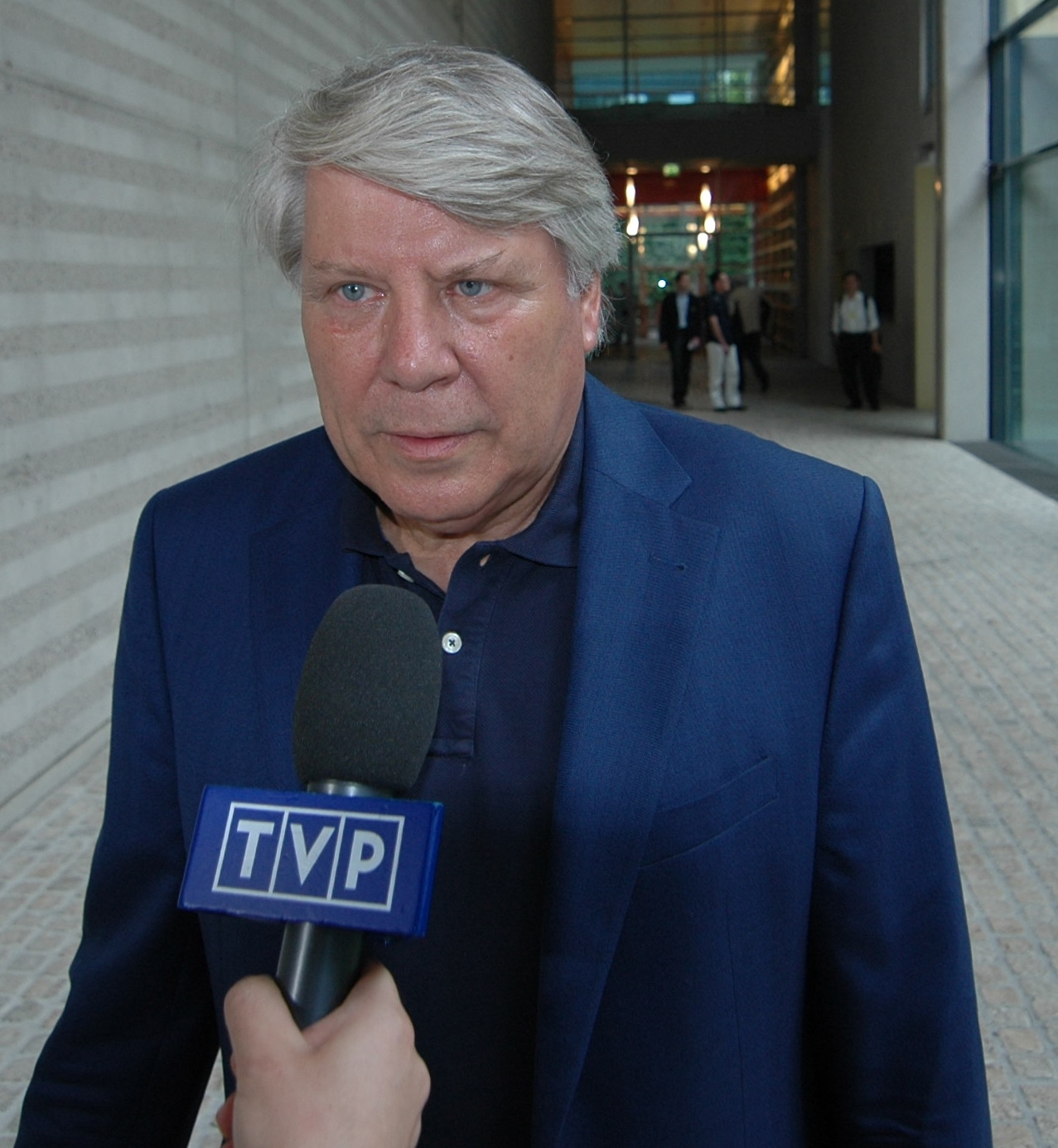
Gunter Gebauer (* 1944)

- Gebauer, Gustav Adolf (1830–1890), deutscher Pädagoge
- Gebauer, Heinz (1902–1955), deutscher Politiker (NSDAP), Oberbürgermeister von Viersen, Rheydt und Wuppertal
- Gebauer, Hermann (1877–1953), deutscher Unternehmer, Begründer der MEWA-Unternehmensgruppe
- Gebauer, Horst (1913–1978), deutscher Jurist und Kommunalpolitiker
- Gebauer, Jan (1838–1907), tschechischer Sprachwissenschaftler und Literaturhistoriker
- Gebauer, Jochen (* 1981), deutscher Sozial- und Persönlichkeitspsychologe
- Gebauer, Johan Christian (1808–1884), dänischer Komponist, Musiktheoretiker und Organist
- Gebauer, Johann Jakob (1745–1818), deutscher Verleger
- Gebauer, Johann Justinus (1710–1772), deutscher Verleger
- Gebauer, Johannes Heinrich (1868–1951), deutscher Gymnasiallehrer, Archivar und Lokalhistoriker
- Gebauer, Julius (1861–1955), deutscher Unternehmer
- Gebauer, Karl (1931–2002), deutscher Agent der DDR-Staatssicherheit
- Gebauer, Karl Emil (1806–1888), deutscher evangelischer Pfarrer und topographischer Schriftsteller
- Gebauer, Katharina (* 1987), deutsche Politikerin (CDU), MdL
- Gebauer, Kurt (1909–1942), deutscher Klassischer Archäologe
- Gebauer, Martin (* 1963), deutscher Jurist und Hochschullehrer
- Gebauer, Michel-Joseph (1765–1812), französischer Komponist und Hautboist
- Gebauer, Olga (1858–1922), deutsche Frauenrechtlerin und Hebamme
- Gebauer, Olly (1908–1937), österreichische Sängerin und Schauspielerin
- Gebauer, Paul, deutscher Wasserballspieler
- Gebauer, Paul (1888–1951), deutsch-schlesischer Maler
- Gebauer, Paul (1901–1963), deutscher Gewerkschafter (FDGB)
- Gebauer, Paul (* 1996), deutscher Ruderer
- Gebauer, Peer (* 1971), deutscher DiplomatPeer Gebauer (* 1971)

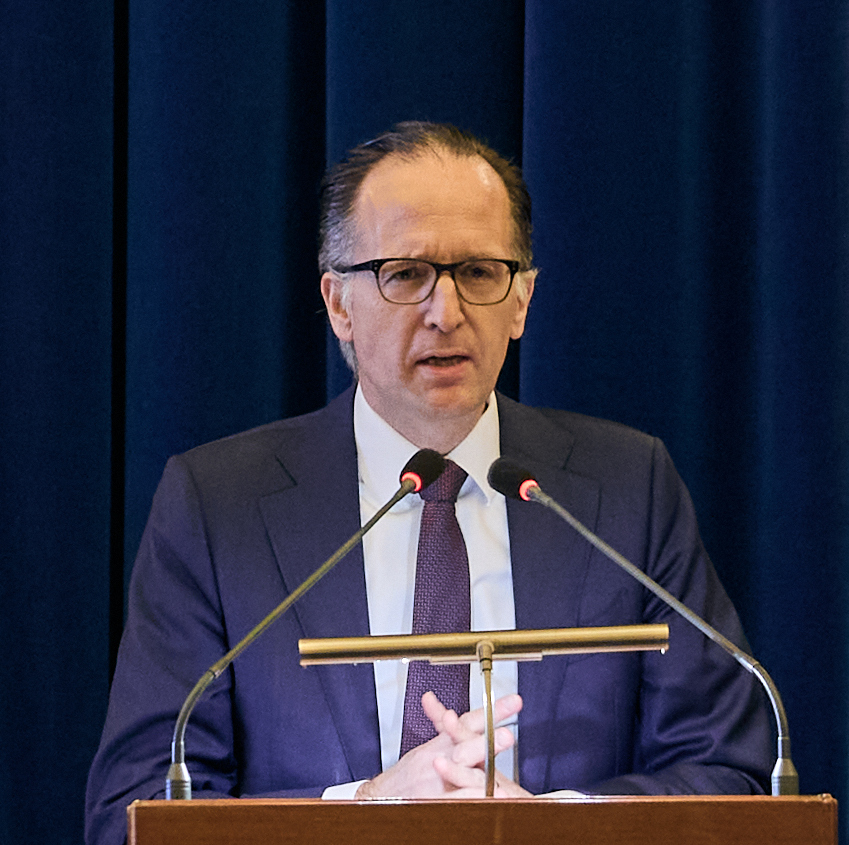
Peer Gebauer (* 1971)

- Gebauer, Rainer (* 1951), deutscher Fußballspieler
- Gebauer, Roland (* 1955), deutscher evangelischer Theologe und Rektor der Theologischen Hochschule Reutlingen
- Gebauer, Rudolf (1903–1938), deutscher Lokalpolitiker (KPD) und Widerstandskämpfer gegen das NS-Regime
- Gebauer, Stefanie (* 1980), deutsche Politikerin (Freie Wähler)
- Gebauer, Thomas (* 1955), deutscher Psychologe, Menschenrechtsaktivist
- Gebauer, Thomas (* 1982), österreichischer Fußballtorwart
- Gebauer, Ulrich (* 1956), deutscher Schauspieler
- Gebauer, Walter (1907–1989), deutscher Keramiker
- Gebauer, Wendy (* 1966), US-amerikanische Fußballspielerin
- Gebauer, Wilhelm (1882–1972), österreichischer Feldmarschalleutnant
- Gebauer, Wolfgang (* 1941), deutscher Parteifunktionär (SED), LPG-Vorsitzender
- Gebauer, Yvonne (* 1966), deutsche Politikerin (FDP), MdLYvonne Gebauer (* 1966)

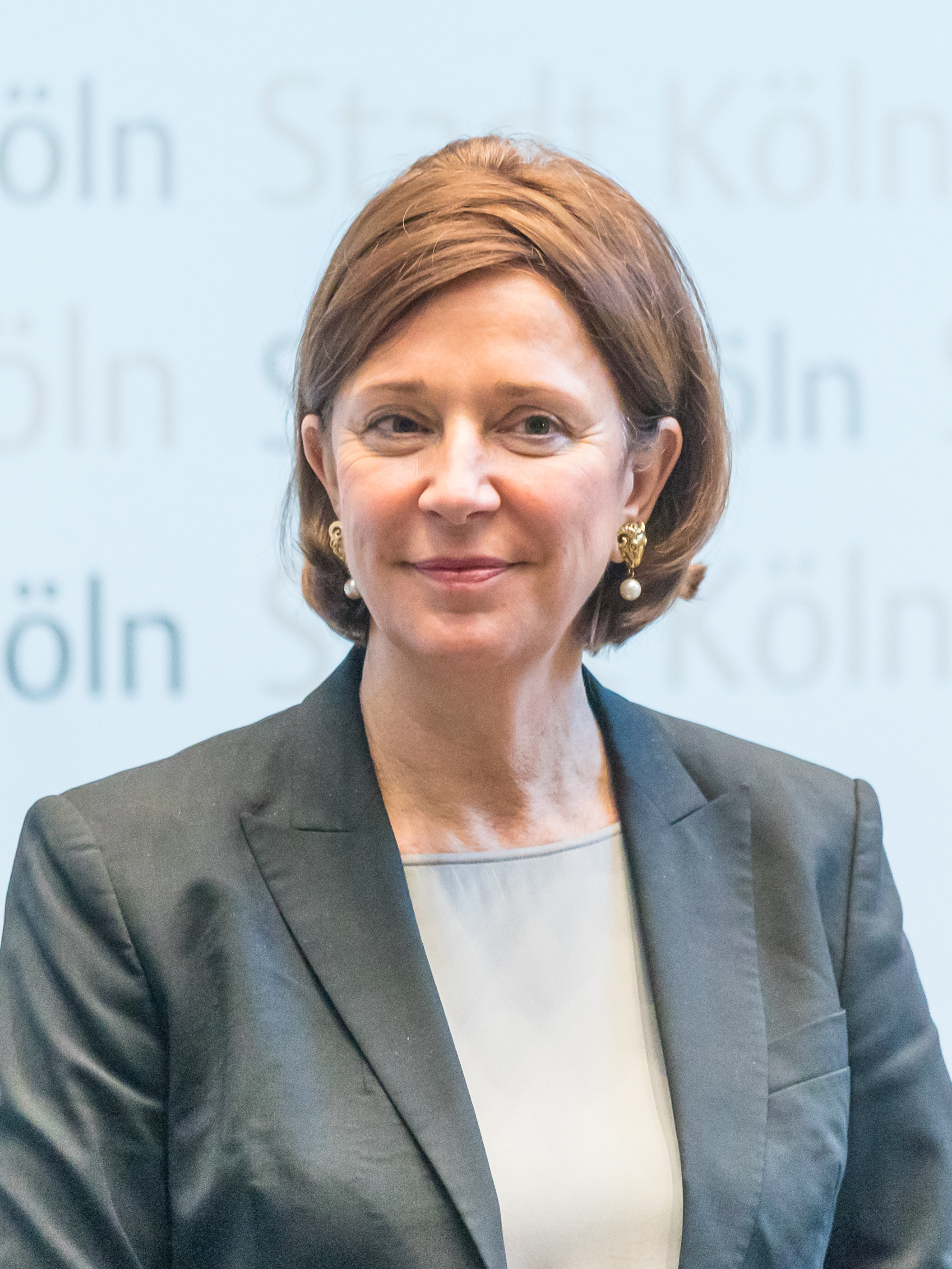
Yvonne Gebauer (* 1966)

- Gebauer-Nehring, Gisela (* 1937), deutsche Politikerin (SPD), MdL
- Gebauerová, Marie (1869–1928), tschechische Schriftstellerin
- Gebauhr, Carl Julius (1809–1881), deutscher Klavierbauer

### Gebb
- Gebbe, Katrin (* 1983), deutsche Filmregisseurin und Drehbuchautorin
- Gebbeken, Norbert (* 1954), deutscher Bauingenieur, Professor für Baustatik an der Universität der Bundeswehr München
- Gebbers, Hermann (1879–1952), deutscher Landrat
- Gebbert, Marko (* 1974), deutscher Schauspieler
- Gebbert, Max (1856–1907), Mechaniker und Mitbegründer des Unternehmens Schall
- Gebbert, Volker (1939–2009), deutscher Industriesoziologe
- Gebbia, Gianni (* 1961), italienischer Jazzmusiker
- Gebbie, Melinda (* 1937), US-amerikanische Comic-Zeichnerin, -Autorin und Illustratorin
- Gebbing, Johannes (1874–1958), deutscher Zoologe

### Gebe
- Gebel, Anne (1919–2004), deutsche Politikerin (SPD), MdBB
- Gebel, Else (1905–1964), deutsche kommunistische Widerstandskämpferin in der NS-Zeit
- Gebel, Franz Xaver (1787–1843), deutscher Pianist, Dirigent und Komponist
- Gebel, Georg (1709–1753), deutscher Komponist
- Gebel, Joseph Bernhard August (1772–1860), deutscher Arzt, preußischer Regierungsdirektor und Landrat
- Gebel, Kathrin (* 1997), deutsche Politikerin (Die Linke), MdBKathrin Gebel (* 1997)

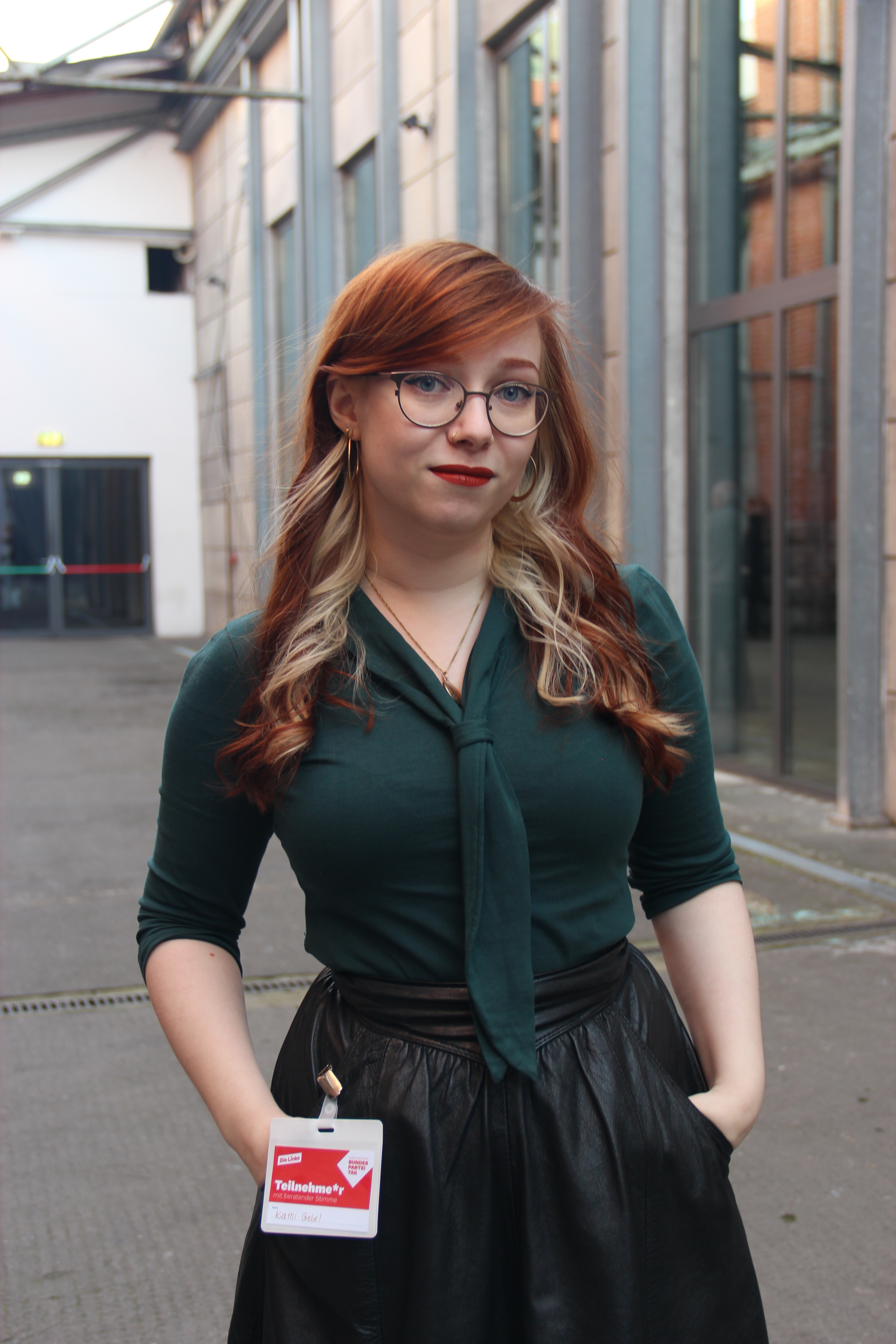
Kathrin Gebel (* 1997)

- Gebel, Małgorzata (* 1955), polnische Schauspielerin
- Gebel, Matthes († 1574), deutscher Medailleur und Bildhauer
- Gebel, Michael (* 1979), deutscher Soziologe und Hochschullehrer
- Gebel, Paul (1893–1972), deutscher Landwirt und Politiker (DNVP), MdL
- Gebel, Richard (* 1922), deutscher Politiker (NDPD), MdV
- Gebel, Silke (* 1983), deutsche Politikerin (Bündnis 90/Die Grünen), MdASilke Gebel (* 1983)

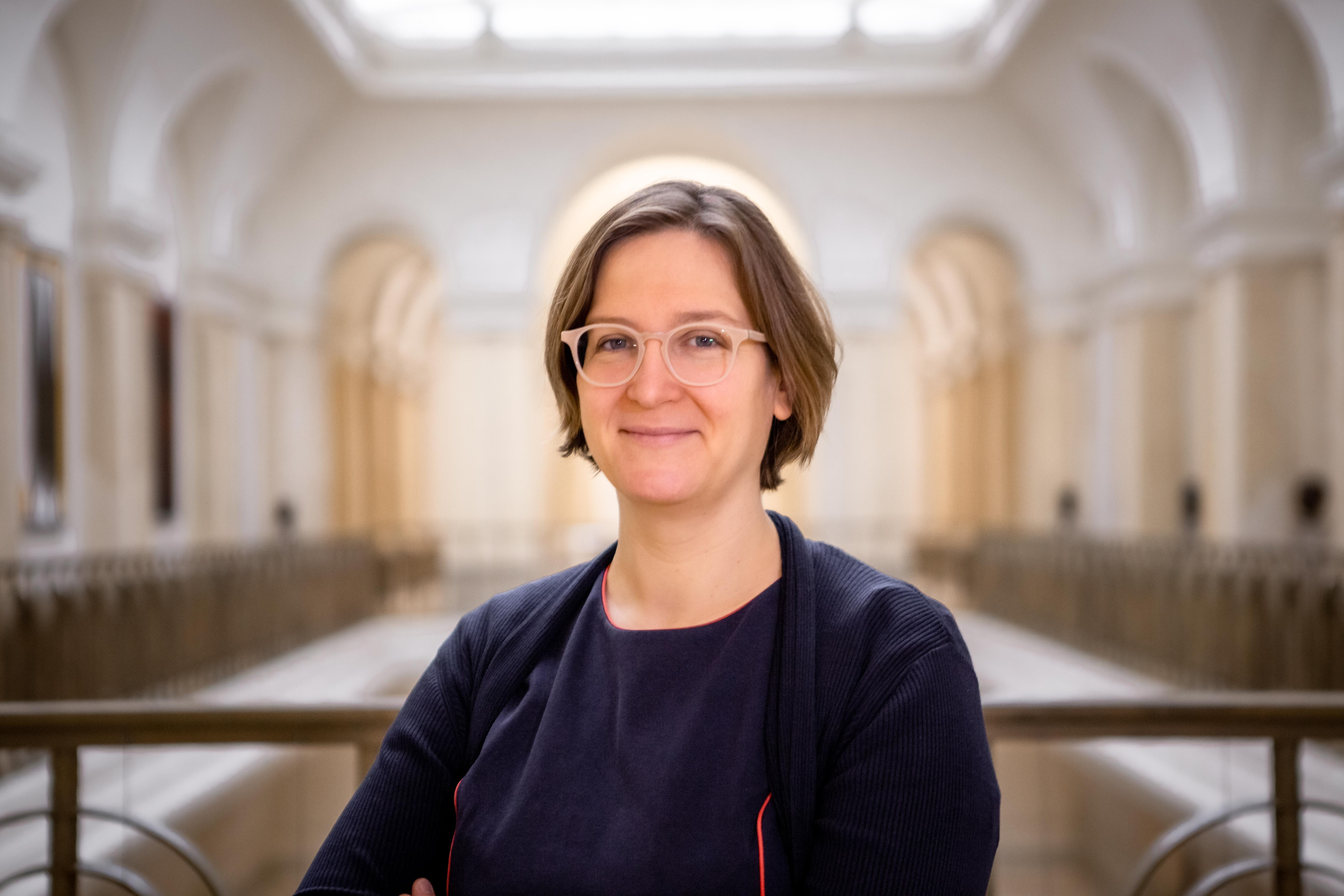
Silke Gebel (* 1983)

- Gebel, Titus (* 1967), deutscher Jurist, politischer Aktivist und Publizist
- Gebel, Viggo (* 2007), deutscher Fußballspieler
- Gebel, Volkram (* 1943), deutscher Beamter und Politiker (CDU)
- Gebel-Williams, Gunther (1934–2001), deutsch-amerikanischer Dompteur
- Gebele, Claudius, deutscher Filmproduzent
- Gebele, Eugen (1836–1903), deutscher Geistlicher, Benediktinerabt und bayerischer Abtpräses
- Gebele, Hubert (* 1873), deutscher Chirurg
- Gebele, Jasmin, deutsche Journalistin und Reporterin
- Gebelein, Hans (1907–1985), deutscher Mathematiker und Physiker
- Gebelein, Helmut (* 1940), deutscher Chemiker und Hochschullehrer
- Gebelhoff, Stefan (* 1964), deutscher Schauspieler
- Gebelin, Marcel (1907–1980), französischer Fußballspieler und -trainer
- Gebelli, Nasir (* 1957), US-amerikanisch-iranischer Spieleentwickler
- Gebendinger, Ernst (1926–2017), Schweizer Turner
- Gebeno von Eberbach, deutscher Geistlicher
- Gebensleben, Karl (1871–1936), deutscher Bauingenieur und Kommunalpolitiker
- Geber, David, US-amerikanischer Cellist und Musikpädagoge
- Geber, Eduard (1841–1891), österreichisch-ungarischer Mediziner
- Geber, Eva (* 1941), österreichische Grafikerin, Autorin und Kulturpublizistin
- Geber, Hans (1889–1973), deutscher Architekt
- Gebers, Leonie (* 1971), deutsche politische Beamtin (SPD), StaatssekretärinLeonie Gebers (* 1971)

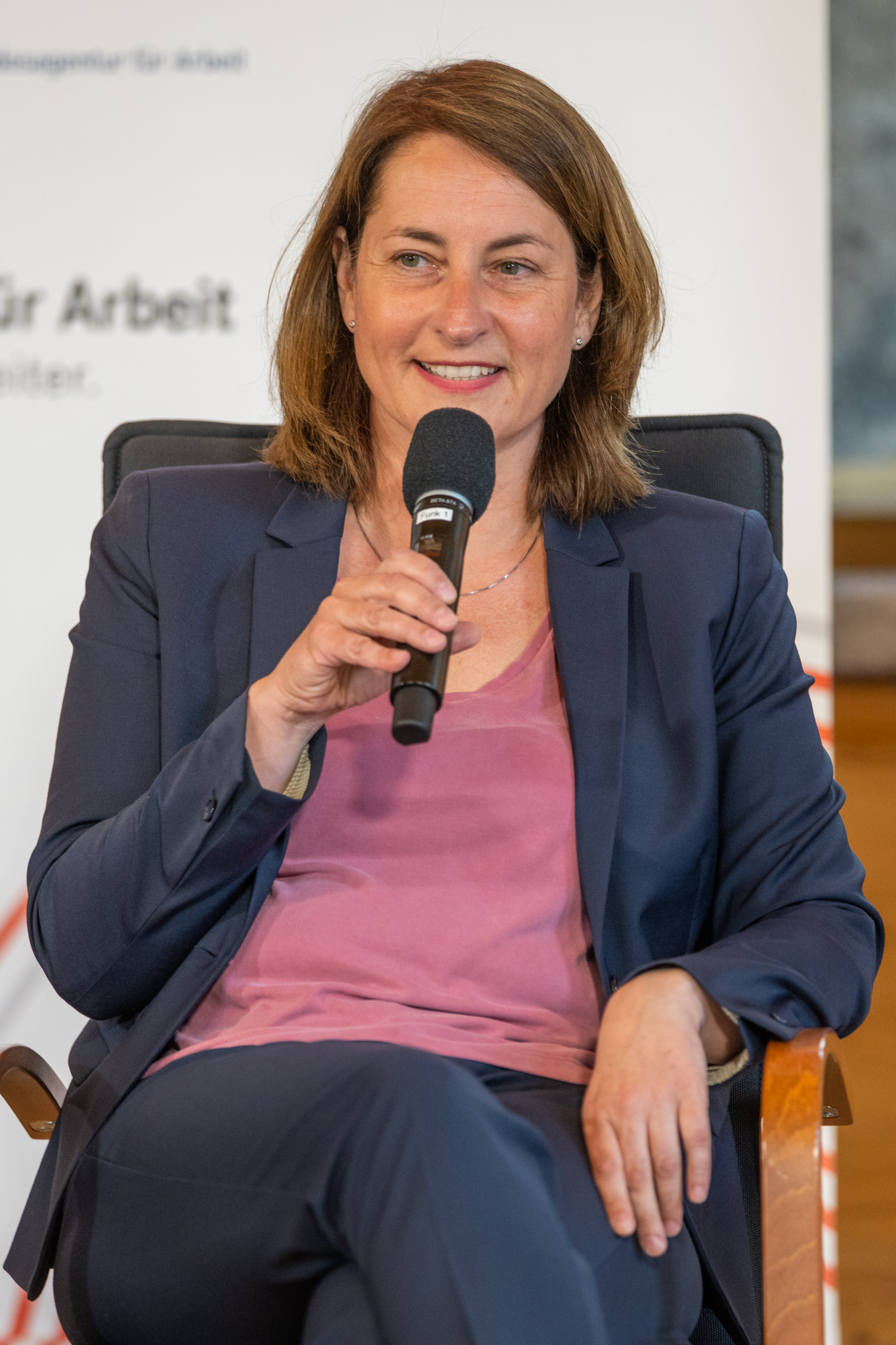
Leonie Gebers (* 1971)

- Gebers, Marcel (* 1986), deutscher Fußballspieler
- Gebers, Wilhelm (* 1944), deutscher Prähistoriker
- Gebert, Alexander (* 1977), polnischer Cellist und Hochschullehrer
- Gebert, Anke (* 1960), deutsche Schriftstellerin
- Gebert, Anna (* 1979), polnisch-finnische Violinistin
- Gebert, Anton (1885–1942), deutscher Geistlicher und politisches Opfer des Nationalsozialismus
- Gebert, Chris (* 1985), deutscher Schauspieler, Mannequin und Regisseur
- Gebert, Diether (1940–2018), deutscher Psychologe und Betriebswirtschaftler
- Gebert, Erich (1895–1978), österreichischer Wirtschaftsfunktionär und NSDAP-Gauwirtschaftsberater
- Gebert, Franz Josef (* 1949), deutscher Geistlicher, römisch-katholischer Weihbischof in TrierFranz Josef Gebert (* 1949)

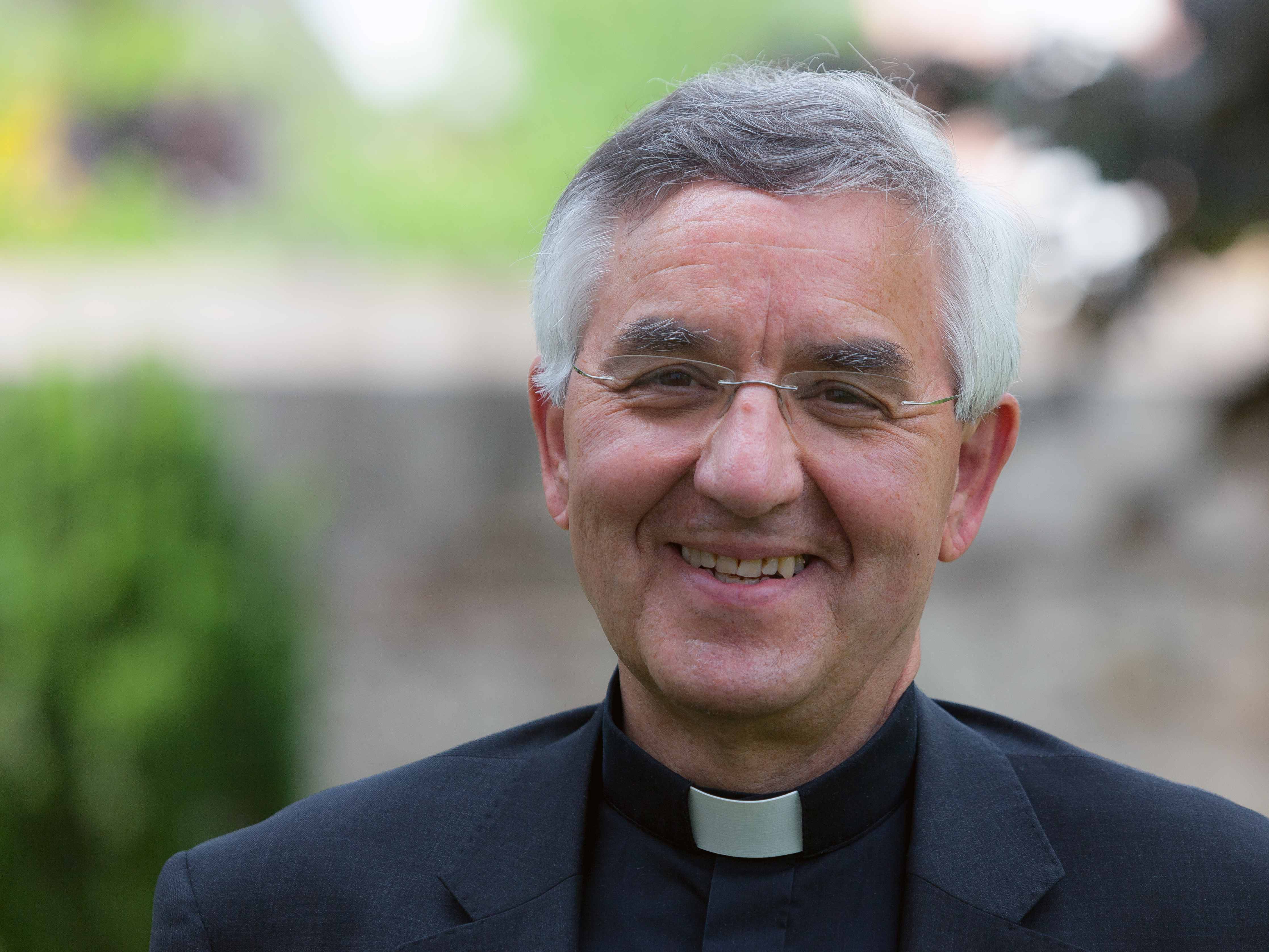
Franz Josef Gebert (* 1949)

- Gebert, Gordon (* 1941), US-amerikanischer Schauspieler und Architekt
- Gebert, Gottfried (1926–2021), deutscher Schauspieler und Regisseur
- Gebert, Heinrich (1917–2007), Schweizer Unternehmer und Mäzen
- Gebert, Helga (* 1935), deutsche Illustratorin, Malerin, Autorin und Übersetzerin
- Gebert, Hugo (1888–1944), deutscher Jurist und Politiker
- Gebert, Jakob (* 1965), deutscher Möbeldesigner, Ausstellungsarchitekt und Hochschullehrer
- Gebert, Karl Wilhelm (1811–1875), deutscher Politiker (BKV), MdR, MdL (Königreich Sachsen)
- Gebert, Leonie (* 2003), deutsche Fußballspielerin
- Gebert, Richard (* 1939), österreichischer Gemeindesekretär und Politiker (SPÖ), Landtagsabgeordneter, Abgeordneter zum Nationalrat
- Gebert, Rolf-Jürgen (* 1955), deutscher Schauspieler
- Gebert-Deeg, Waltraud (1928–1988), italienische Politikerin (SVP)
- Gebert-Regehr, Susanne, deutsche Schriftstellerin
- Gebert-Saltani, Ursula (* 1960), deutsche Oberstaatsanwältin und Verfassungsrichterin
- Gebeschus, Eugen (1855–1936), deutscher Jurist, Bürgermeister von Höchst am Main und Oberbürgermeister von Hanau
- Gebeschus, Ida (1848–1903), deutsche Musikschriftstellerin und Musikpädagogin
- Gebeşçi, Ömer (* 1985), türkischer Fußballspieler
- Gebeshuber, Ille (* 1969), österreichische Nanophysikerin
- Gebeßler, August (1929–2008), deutscher Kunsthistoriker und Denkmalpfleger
- Gebethner, Gustaw Adolf (1831–1901), polnischer Buchhändler und Verleger
- Gebetsroither, Sabine (* 1977), österreichische Kulturmanagerin

### Gebh
- Gebhard, Graf von Ortenburg und Murach
- Gebhard († 910), Herzog von Lothringen
- Gebhard († 1088), Erzbischof von Salzburg, Seliger
- Gebhard I. († 1023), Bischof von Regensburg
- Gebhard I. (Speyer), Bischof von Speyer
- Gebhard I. (Speyer), Bischof von Speyer
- Gebhard I., Herr von Querfurt
- Gebhard I. von Plain (1170–1232), Bischof von Passau
- Gebhard I. von Waldburg (1547–1601), Kurfürst und Erzbischof von Köln (1577–1583)Gebhard I. von Waldburg (1547–1601)

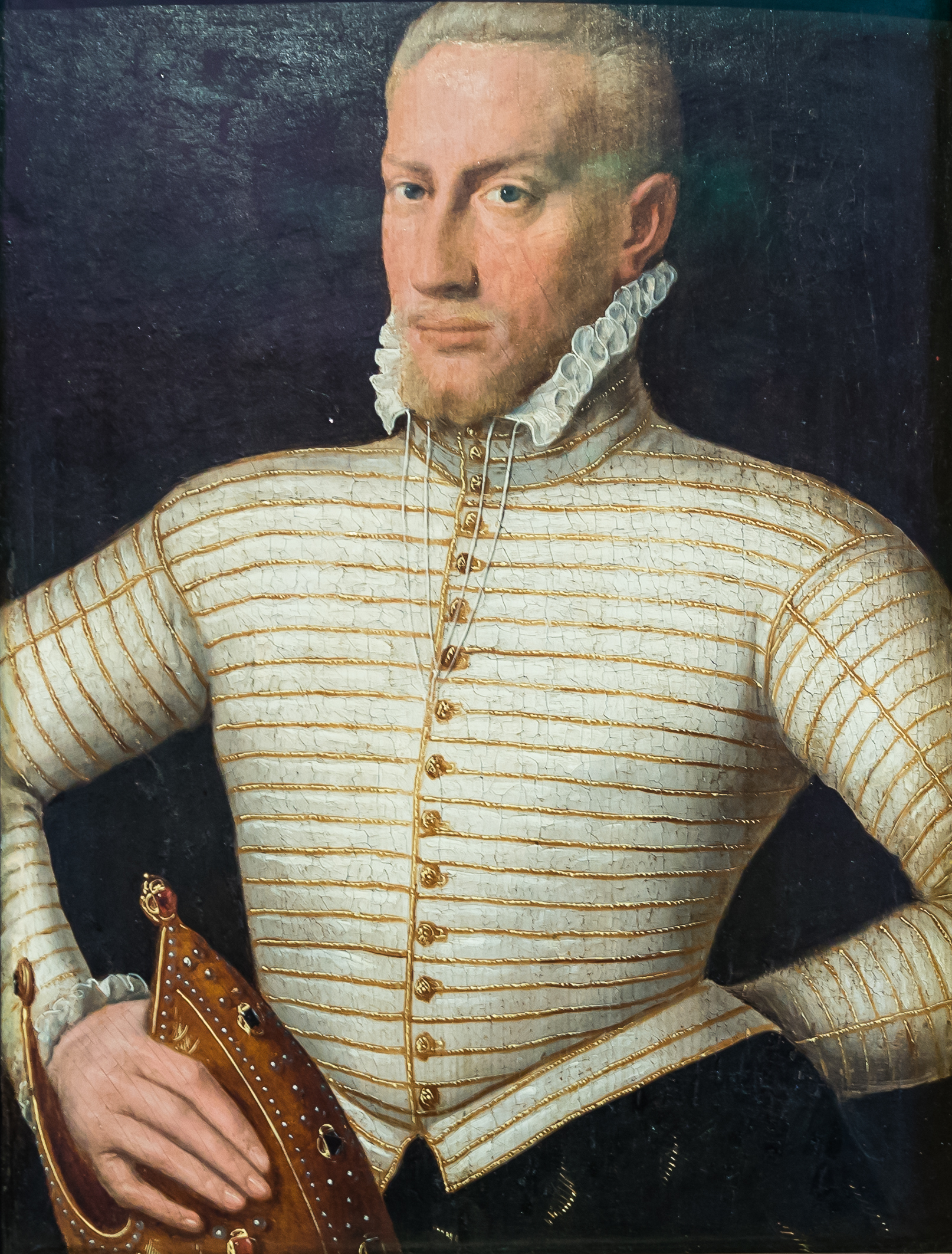
Gebhard I. von Waldburg (1547–1601)

- Gebhard II. († 1036), Bischof von Regensburg
- Gebhard II. († 1126), Herr zu Querfurt
- Gebhard II. von Grögling († 1149), Fürstbischof von Eichstätt
- Gebhard II. von Urach († 1110), Bischof von Speyer
- Gebhard III. († 1060), Bischof von Regensburg
- Gebhard III. von Graisbach († 1327), Fürstbischof von Eichstätt
- Gebhard III. von Sulzbach († 1188), deutscher Adliger
- Gebhard III. von Zähringen († 1110), Bischof von Konstanz
- Gebhard im Lahngau, Vogt von Kettenbach/Gemünden und Graf im Niederlahngau
- Gebhard IV. von Gosham († 1105), Bischof von Regensburg
- Gebhard von Brandenburg († 1287), Bischof von Brandenburg
- Gebhard von Henneberg († 1159), Bischof von Würzburg (1150–1159)
- Gebhard von Konstanz (949–995), Bischof von Konstanz, HeiligerGebhard von Konstanz (949–995)

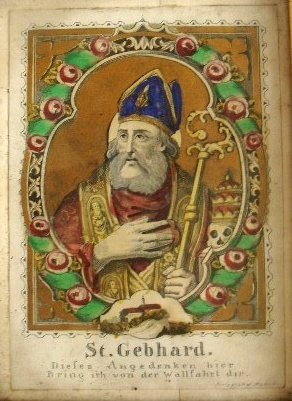
Gebhard von Konstanz (949–995)

- Gebhard von Urach († 1141), Bischof von Straßburg
- Gebhard XIV. von Alvensleben, Landeshauptmann der Altmark
- Gebhard XIV. von Querfurt († 1383), Burgherr von Querfurt
- Gebhard, Adolf (1887–1974), deutscher Kunstpädagoge sowie Landschafts-, Architektur-, Tier- und Figurenmaler und Grafiker der Düsseldorfer Schule
- Gebhard, Albert (1832–1907), badischer Beamter und Mitglied der ersten und zweiten Kommission für die Ausarbeitung eines Bürgerlichen Gesetzbuches
- Gebhard, Albert (1869–1937), russisch-finnischer Maler
- Gebhard, Andrea (* 1956), deutsche Landschaftsarchitektin und Stadtplanerin
- Gebhard, Andreas (* 1975), deutscher Politiker (Grüne) und Unternehmer
- Gebhard, Andreas Manfred (* 1997), deutsch-österreichischer Segler
- Gebhard, Angelika, deutsche Autorin und Filmemacherin
- Gebhard, Bruno (1901–1985), deutsch-amerikanischer Mediziner und Gründer des ersten amerikanischen Gesundheitsmuseums
- Gebhard, Carl (1861–1903), deutscher Gynäkologe
- Gebhard, Cathérine (* 1978), deutsche Medizinerin und Hochschullehrerin
- Gebhard, Dieter (* 1952), deutscher Hürdenläufer, Sprinter und Bobfahrer
- Gebhard, Elizabeth R. (* 1935), US-amerikanische Klassische Archäologin
- Gebhard, Esther (* 1970), deutsche Sängerin, Bassistin, Moderatorin, Sprecherin, und Aktivistin für Menschenrechte
- Gebhard, Felix, deutscher Musiker und FotografFelix Gebhard

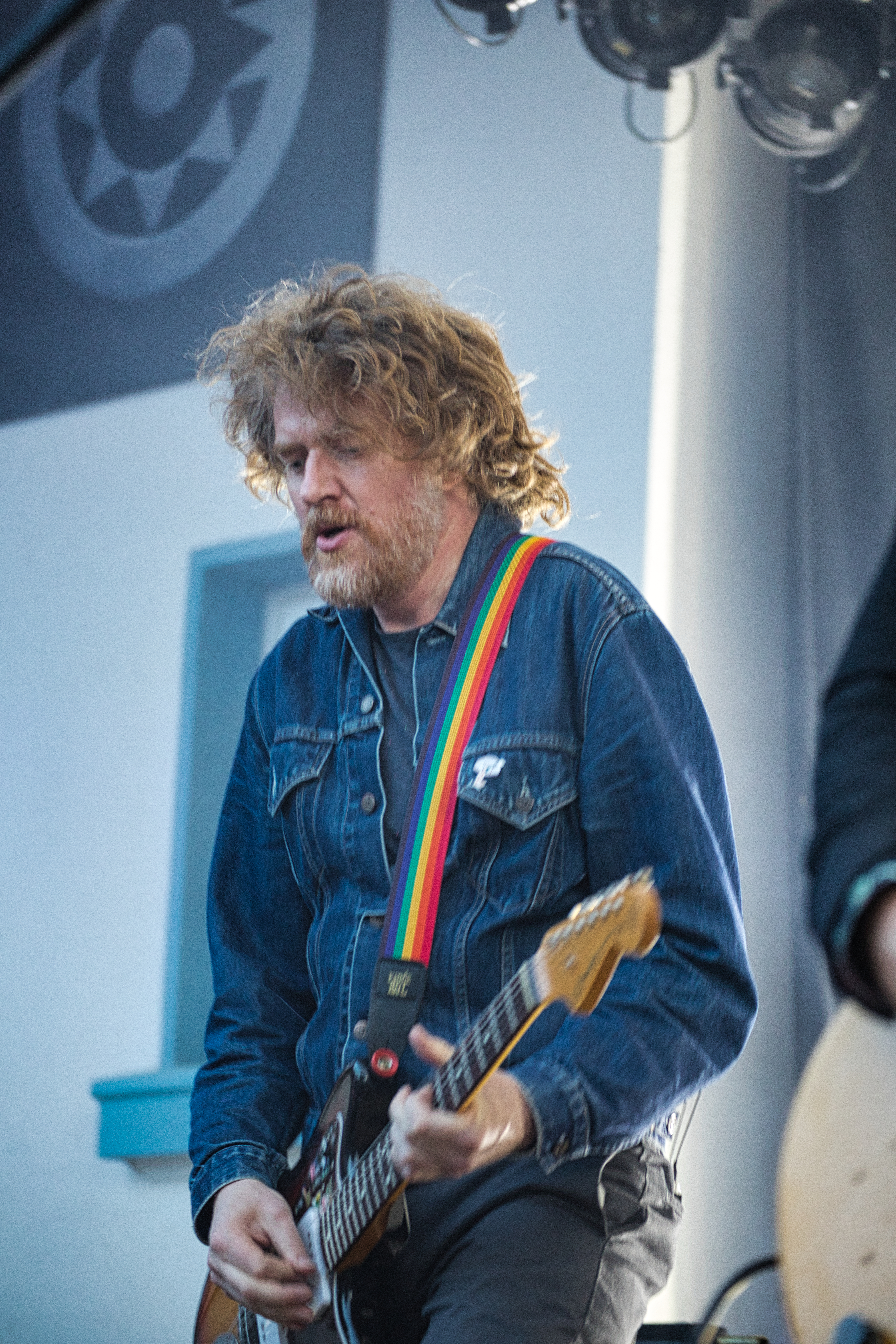
Felix Gebhard

- Gebhard, Florian (* 1960), deutscher Orthopäde und Unfallchirurg
- Gebhard, Friedrich Albert (1781–1861), deutsch-russischer Schauspieler und Dramatiker
- Gebhard, Friedrich Ernst (1823–1889), deutscher Politiker, Bürgermeister und Abgeordneter
- Gebhard, Friedrich Roman (1742–1803), deutscher katholischer Geistlicher, Jesuit
- Gebhard, Hannes (1864–1933), Ökonom und Hochschullehrer
- Gebhard, Hans (1897–1974), deutscher Komponist und Musikpädagoge
- Gebhard, Hans (1929–2022), deutscher Kirchenmusiker, Organist, Komponist und Chorleiter
- Gebhard, Hedvig (1867–1961), finnische Journalistin und Politikerin
- Gebhard, Heike (* 1954), deutsche Politikerin (SPD), MdL
- Gebhard, Helmut (1926–2015), deutscher Architekt
- Gebhard, Hermann (1843–1906), deutscher Jurist, Stadtdirektor und Politiker (NLP), MdR
- Gebhard, Hermann (1878–1928), deutscher Politiker
- Gebhard, Janus (1592–1632), deutscher reformierter Theologe, Prediger und Hochschullehrer
- Gebhard, Johann (1676–1756), Maler des bayerischen Barock und Rokoko
- Gebhard, Johann Christoph Carl (1797–1882), deutscher Verwaltungsjurist und Politiker
- Gebhard, John (1782–1854), US-amerikanischer Jurist und Politiker
- Gebhard, Julius (1884–1966), deutscher Erziehungswissenschaftler an der Universität Hamburg
- Gebhard, Jürgen (* 1940), deutscher Fledermausforscher
- Gebhard, Justus von (1588–1656), Jurist und Gesandter Kaiser Ferdinand II
- Gebhard, Karl (1800–1874), deutscher Forstmann
- Gebhard, Ludwig (1891–1956), deutscher Verwaltungsjurist
- Gebhard, Ludwig (1907–1993), deutscher Kirchenmusiker, Komponist und Musikpädagoge
- Gebhard, Ludwig (1933–2007), deutscher Graphiker und Plastiker
- Gebhard, Marie (1832–1892), deutsche Theosophin
- Gebhard, Max (1896–1978), deutscher Kirchenmusiker, Komponist und Musikpädagoge
- Gebhard, Max (1906–1990), deutscher Grafiker
- Gebhard, Melanie (* 1980), deutsche Musicaldarstellerin
- Gebhard, Nicky (1952–2021), deutscher Schlagzeuger
- Gebhard, Otto (1703–1773), deutscher Maler des Rokoko
- Gebhard, Philipp August (1805–1874), Landtagsabgeordneter Großherzogtum Hessen
- Gebhard, Regina (* 1928), deutsche Gebrauchsgrafikerin
- Gebhard, Renate (* 1977), italienische Rechtsanwältin und Politikerin, Mitglied der Camera dei deputati
- Gebhard, Rollo (1921–2013), deutscher Einhandsegler, Autor und Tierschützer
- Gebhard, Rupert (* 1961), deutscher Prähistorischer Archäologe
- Gebhard, Tamás (* 1968), ungarischer Badmintonspieler
- Gebhard, Torsten (1909–1994), deutscher Volkskundler, Kunsthistoriker und Denkmalpfleger
- Gebhard, Ulrich (* 1951), deutscher Erziehungswissenschaftler
- Gebhard, Viktor (1896–1957), deutscher Klassischer Philologe und Gymnasiallehrer
- Gebhard, Walter (1936–2019), deutscher Literaturwissenschaftler
- Gebhard, Werner (1921–1997), deutscher Beamter, Gewerkschafter und Senator (Bayern)
- Gebhard, Wilfried (* 1944), deutscher Bilderbuchautor, Illustrator und Cartoonist
- Gebhard, Wilhelm (* 1976), deutscher Politiker (CDU)
- Gebhard, Wolfgang Magnus, Nürnberger Zeichner und Kupferstecher
- Gebhard-Elsaß, Hans (1882–1947), deutscher Komponist und Musikpädagoge
- Gebhardi, Carl August, deutscher Dichter
- Gebhardi, Georg Christoph (1667–1693), deutscher Mathematiker und Historiker
- Gebhardi, Heinrich Brandanus (1657–1729), Orientalist und evangelischer Theologe, Generalsuperintendent von Schwedisch-Pommern
- Gebhardi, Johann Ludwig Levin (1699–1764), deutscher Landeshistoriker und Genealoge
- Gebhardi, Ludwig Albrecht (1735–1802), deutscher Historiker und Bibliothekar
- Gebhardi, Ludwig Ernst (1787–1862), deutscher Organist
- Gebhardi, Wilhelm von (1738–1809), deutscher Architekt
- Gebhardt Fink, Sabine (* 1966), Schweizer Lehrbeauftragte und Künstlerin
- Gebhardt, Adam Gottlieb (1761–1831), deutscher Schriftsteller, Diplomat und Archivar
- Gebhardt, Anno von (1908–1978), deutscher Kaufmann und Politiker (GB/BHE), MdL
- Gebhardt, Ariel (* 1991), US-amerikanische Volleyball-Nationalspielerin
- Gebhardt, August (1808–1901), evangelischer Pfarrer und Mitglied der Landstände des Großherzogtums Hessen
- Gebhardt, Axel (* 1962), deutscher Komponist
- Gebhardt, Birgite (* 1971), deutsche Musik-Kabarettistin und Sängerin
- Gebhardt, Bruno (1858–1905), deutscher Historiker, Begründer des Handbuchs der deutschen Geschichte
- Gebhardt, Carl (1881–1934), deutscher Gelehrter und Intellektueller der Zwischenkriegszeit
- Gebhardt, Carl Martin Franz (1750–1813), deutscher evangelisch-lutherischer Pfarrer, Hochschullehrer, Herausgeber und Verfasser geistlicher Lieder
- Gebhardt, Christa (* 1943), deutsche Behindertensportlerin (Tischtennis)
- Gebhardt, Christian (* 1990), deutscher Sänger, Moderator und Entertainer
- Gebhardt, Conrad (1791–1864), deutscher Kaufmann und Politiker
- Gebhardt, Dirk (* 1969), deutscher Fotograf, Journalist und Hochschullehrer
- Gebhardt, Eduard von (1838–1925), deutscher Maler und HochschullehrerEduard von Gebhardt (1838–1925)

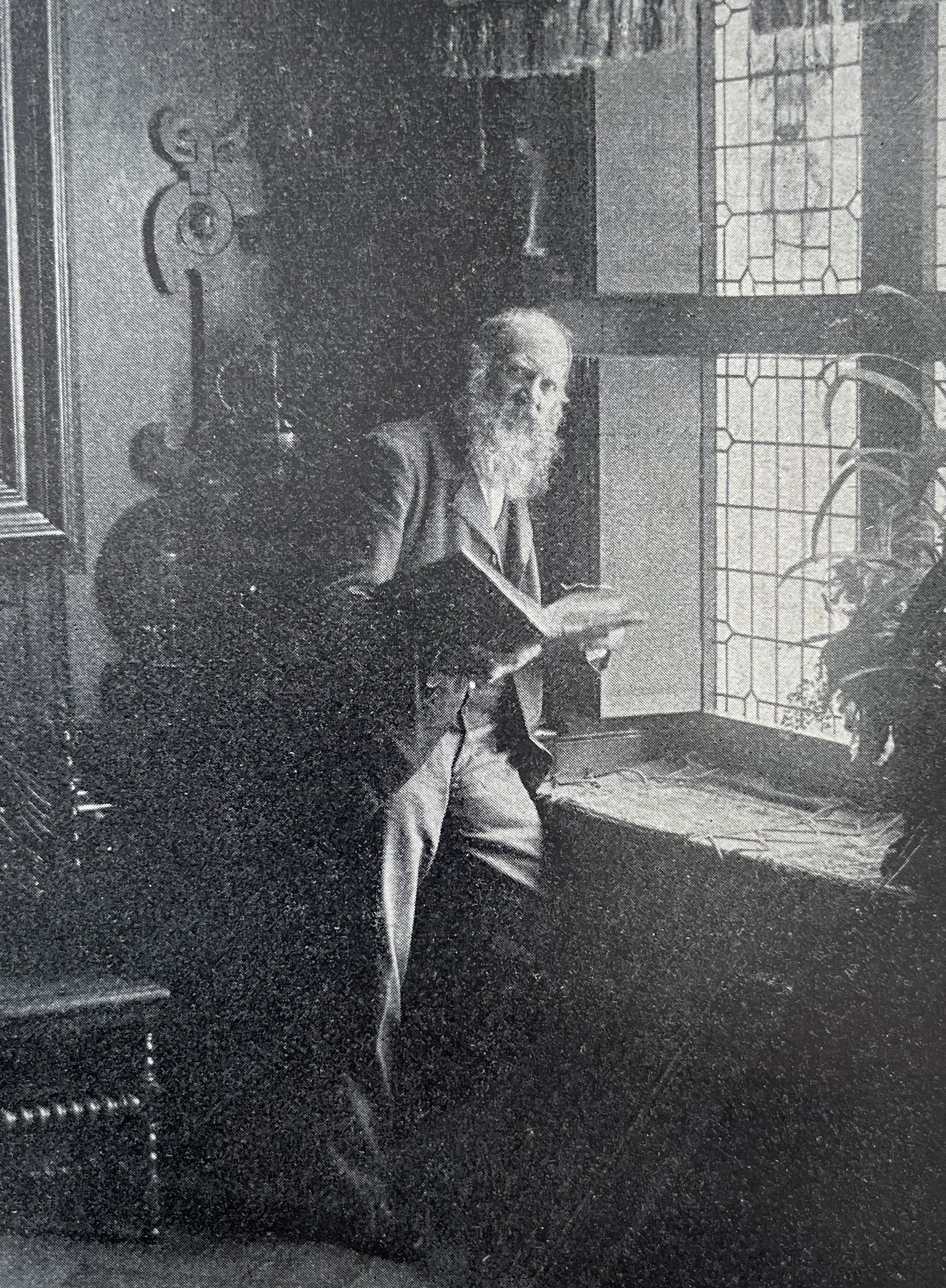
Eduard von Gebhardt (1838–1925)

- Gebhardt, Elke (* 1983), deutsche Radrennfahrerin
- Gebhardt, Ernst (1832–1899), deutscher Liederdichter und Methodistenprediger
- Gebhardt, Evelyne (* 1954), deutsch-französische Politikerin (SPD), MdEP
- Gebhardt, Felix (* 2002), deutscher Fußballtorwart
- Gebhardt, Florentine (1865–1941), deutsche Schriftstellerin und Lehrerin
- Gebhardt, Franz Joseph (1869–1945), katholischer Priester, Domkapitular, Domdekan, Buchautor
- Gebhardt, Fred (1928–2000), deutscher Politiker (SPD, parteilos), MdL, MdB
- Gebhardt, Frieder (* 1949), deutscher Politiker (SPD)
- Gebhardt, Friedrich Karl Heinrich Otto (1827–1888), deutscher Jurist und Politiker
- Gebhardt, Gerd (* 1951), deutscher Musikmanager
- Gebhardt, Günther (* 1953), deutscher Autorennfahrer, Rennwagenkonstrukteur und Rennstallbesitzer
- Gebhardt, Gustav (1868–1926), deutscher Architekt
- Gebhardt, Hans (* 1950), deutscher Humangeograph
- Gebhardt, Hans-Jürgen (* 1945), deutscher Rechtsanwalt
- Gebhardt, Hartmut, deutscher Politiker
- Gebhardt, Heiko (* 1942), deutscher Journalist und Buchautor
- Gebhardt, Heinrich (1798–1868), deutscher Altphilologe, Gymnasiallehrer und Politiker
- Gebhardt, Heinrich (1848–1916), deutscher Architekt
- Gebhardt, Heinrich (1873–1955), deutscher Verwaltungsjurist
- Gebhardt, Heinrich (1885–1939), deutscher Konteradmiral
- Gebhardt, Heinrich (* 1944), deutscher Industriedesigner
- Gebhardt, Heinz (* 1947), deutscher Fotograf
- Gebhardt, Helmut (1926–1989), deutscher Maler und Grafiker in der DDR
- Gebhardt, Henning (* 1967), deutscher Diplom-Betriebswirt und Manager
- Gebhardt, Hermann (1824–1899), deutscher Theologe und Pfarrer
- Gebhardt, Hertha von (1896–1978), deutsche Autorin
- Gebhardt, Hubert (* 1956), deutscher Fußballtorwart
- Gebhardt, Ignaz (1869–1946), deutscher Maler
- Gebhardt, Johannes (* 1969), deutscher Organist, Pianist, Cembalist und Komponist
- Gebhardt, Jörg (* 1941), deutscher Jazzmusiker (Schlagzeug, Arrangement)
- Gebhardt, Jürgen (* 1934), deutscher Politikwissenschaftler
- Gebhardt, Jürgen (* 1961), deutscher Badmintonspieler
- Gebhardt, Karl (1860–1917), deutscher Historienmaler
- Gebhardt, Karl (* 1894), deutscher Kaufmann und Manager in der Maschinenbau-Industrie
- Gebhardt, Karl (1897–1948), deutscher Chirurg und Leibarzt Heinrich HimmlersKarl Gebhardt (1897–1948)

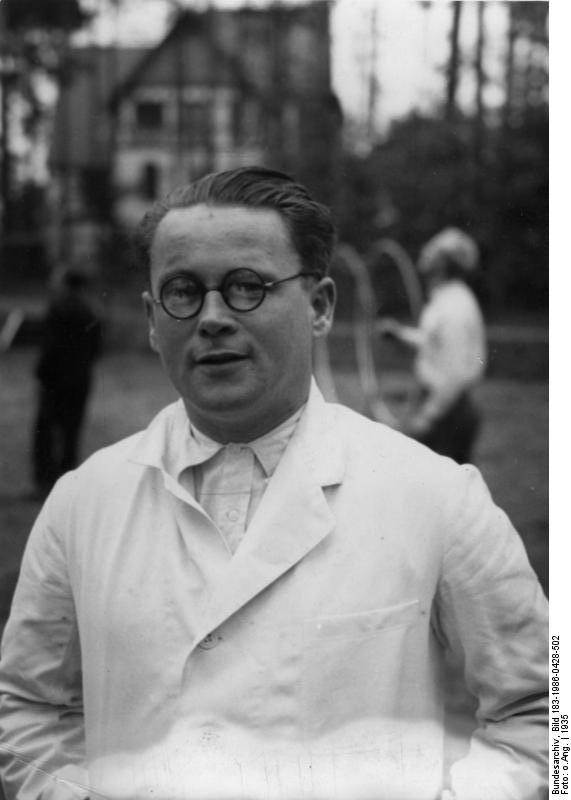
Karl Gebhardt (1897–1948)

- Gebhardt, Karl Paul (1905–1941), österreichischer Politiker (NSDAP), MdR
- Gebhardt, Klaus (* 1962), deutscher Fußballspieler
- Gebhardt, Konrad (1881–1937), deutscher Schauspieler und Hörspielsprecher
- Gebhardt, Kurt (1923–2015), deutscher Jurist, Kommunalpolitiker und Oberbürgermeister der Stadt Waiblingen
- Gebhardt, Kurt (1929–1997), deutscher Politiker (SPD), MdL
- Gebhardt, Lisette (* 1963), deutsche Philologin und Japanologin
- Gebhardt, Ludwig, deutscher Fußballtorhüter
- Gebhardt, Ludwig (1830–1908), deutscher Landschaftsmaler
- Gebhardt, Lutz (1952–2024), deutscher Verleger
- Gebhardt, Manfred (1927–2013), deutscher Journalist
- Gebhardt, Marcel (* 1979), deutscher Fußballspieler
- Gebhardt, Marco (* 1972), deutscher Fußballspieler und -trainer
- Gebhardt, Margarete (* 1870), deutsche Lehrerin, Jugendschriftstellerin und Regionalhistorikerin in Sorau
- Gebhardt, Mark (* 1994), deutscher Basketballspieler
- Gebhardt, Markus (* 1982), deutscher Sonderpädagoge, empirischer Bildungsforscher und Hochschullehrer
- Gebhardt, Martin (1888–1947), deutscher Turner und Trainer
- Gebhardt, Martin, Schweizer Oboist
- Gebhardt, Martina (* 1959), deutsche Naturkosmetik-Unternehmerin und Architektin
- Gebhardt, Martina, deutsche Jazzmusikerin (Gesang, Komposition)
- Gebhardt, Max (1904–1993), deutscher Langstreckenläufer
- Gebhardt, Michael (* 1965), US-amerikanischer Windsurfer
- Gebhardt, Miriam (* 1962), deutsche Historikerin, Autorin und JournalistinMiriam Gebhardt (* 1962)

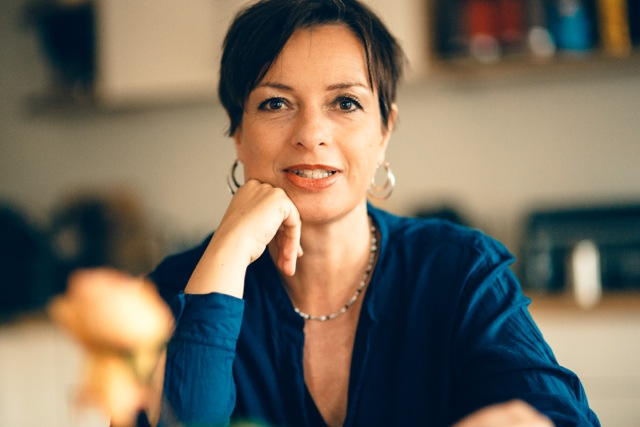
Miriam Gebhardt (* 1962)

- Gebhardt, Norbert (* 1948), deutscher Ingenieurwissenschaftler
- Gebhardt, Oscar von (1844–1906), deutscher evangelischer Theologe und Bibliothekar
- Gebhardt, Peter von (1888–1947), deutscher Genealoge und Archivar
- Gebhardt, Rainer (* 1953), deutscher Mathematiker und Mathematikhistoriker
- Gebhardt, Rico (* 1963), deutscher Politiker (Die Linke), MdL
- Gebhardt, Rio (1907–1944), deutscher Dirigent und Komponist
- Gebhardt, Ro (* 1963), deutscher Jazzmusiker (Gitarre, Arrangement, Komposition)
- Gebhardt, Robert (1920–1986), deutscher Fußballspieler und -trainer
- Gebhardt, Rüdiger (* 1968), deutscher evangelischer Theologe
- Gebhardt, Rudolf (1894–1985), deutscher Graphiker und Maler
- Gebhardt, Stefan (* 1974), deutscher Politiker (Die Linke), MdL
- Gebhardt, Steffen (* 1981), deutscher Pentathlet
- Gebhardt, Ute (* 1963), deutsche Fernsehjournalistin, Regisseurin und Autorin
- Gebhardt, Volker (* 1979), deutscher Tontechniker und Musikproduzent
- Gebhardt, Walter (1870–1918), deutscher Arzt
- Gebhardt, Walter (* 1945), österreichischer Fußballspieler und -trainer
- Gebhardt, Walther (1906–2003), deutscher Bibliothekar
- Gebhardt, Werner (* 1925), deutscher Fußballspieler (DDR)
- Gebhardt, Wilhelm (1827–1893), deutscher Landschaftsmaler und Zeichner
- Gebhardt, Wilhelm (1897–1974), Bürgermeister von Crailsheim (1948–1962)
- Gebhardt, Willibald (1861–1921), deutscher Chemiker, Forscher und Erfinder, Mitglied des Internationalen Olympischen Komitees
- Gebhardt, Willy (1901–1973), deutscher Redakteur und Politiker (SED)
- Gebhardt, Winfried (* 1954), deutscher Soziologe, Kultursoziologe und Hochschullehrer
- Gebhardt-Gayler, Winnie (1929–2014), deutsche Illustratorin von Kinder- und Schulbüchern
- Gebhardt-Westerbuchberg, Franz Sales (1895–1969), deutscher Maler
- Gebhart, Andreas (1881–1934), österreichischer Politiker (TVP)
- Gebhart, Daniel (* 1986), deutscher Schriftsteller und Unternehmer
- Gebhart, Émile (1839–1908), französischer Schriftsteller, Romanist und Kulturhistoriker
- Gebhart, Hans (1900–1960), deutscher Numismatiker
- Gebhart, Karl (1859–1921), deutscher Politiker (parteilos, DVP), MdR
- Gebhart, Martin (* 1961), österreichischer Journalist
- Gebhart, Michael, deutscher Drehbuchautor, Produzent und Radiomoderator
- Gebhart, Thomas (* 1971), deutscher Politiker (CDU), MdL, MdB
- Gebhart, Timo (* 1989), deutscher FußballspielerTimo Gebhart (* 1989)

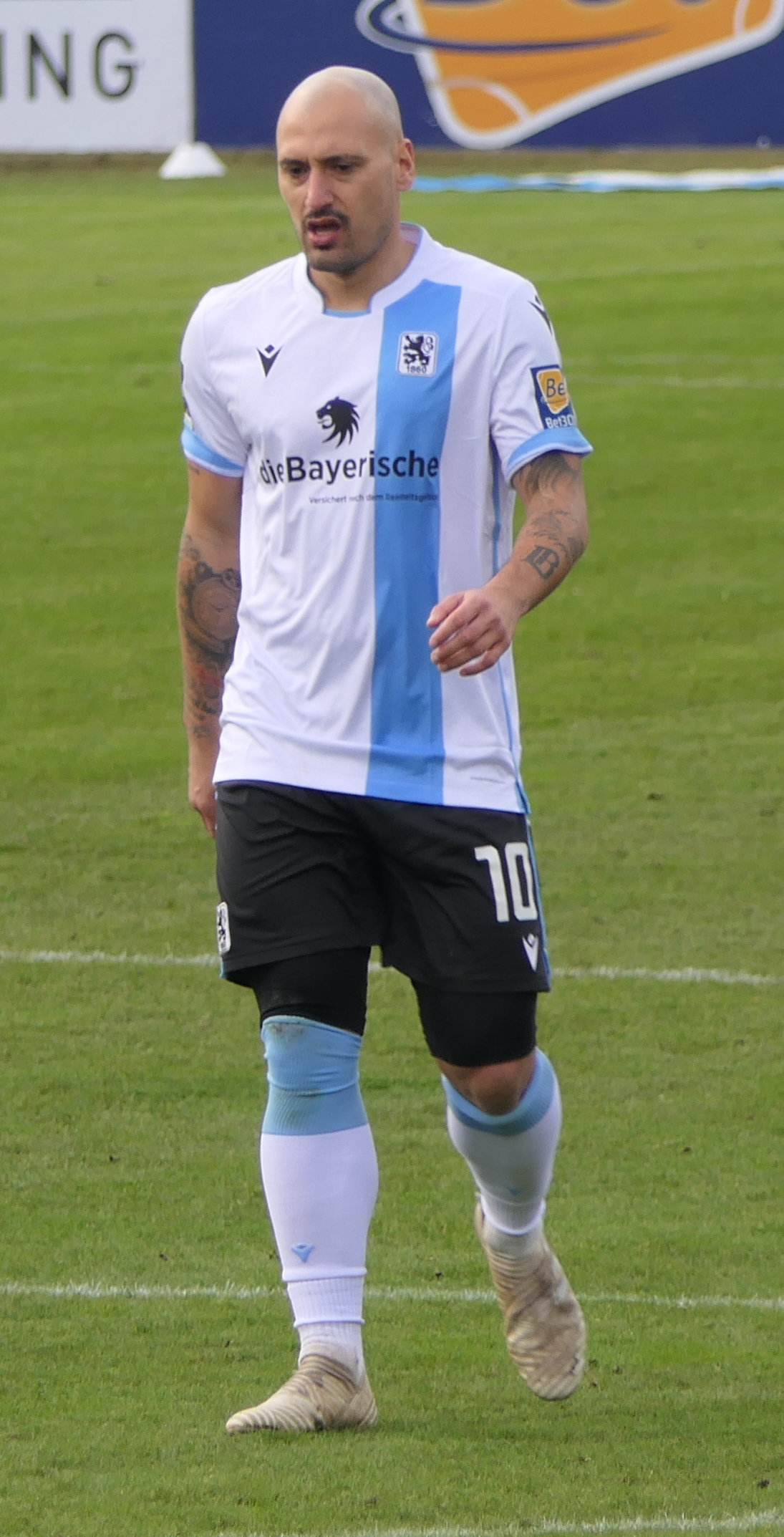
Timo Gebhart (* 1989)

### Gebi
- Gębicki, Stanisław (* 1945), polnischer römisch-katholischer Geistlicher und Weihbischof in Włocławek
- Gebing, Wolfgang (* 1964), deutscher Politiker (CDU)
- Gebirtig, Mordechaj (1877–1942), polnischer Poet und Komponist
- Gebizo von Ravensburg († 1153), Klosterstifter

### Gebk
- Gębka, Marcin (* 1974), polnischer Radrennfahrer
- Gebken, Gerhard (1949–2011), deutscher Jurist
- Gebken, Ulf (* 1963), deutscher Sportpädagoge

### Gebl
- Gebler, Anton (1899–1970), deutscher politischer KZ-Häftling, KPD-Funktionär
- Gebler, Barbara (* 1963), deutsche Filmeditorin und Filmregisseurin
- Gebler, Friedrich August von (1781–1850), deutsch-russischer Arzt und Naturkundler
- Gebler, Giuseppe (* 1812), rumäniendeutscher Komponist
- Gebler, Günter (1932–2009), deutscher Politiker (SPD), MdA
- Gebler, Hellmut (1921–2000), deutscher Bühnenbildner und Maler
- Gebler, Karl von (1850–1878), österreichischer Offizier und Historiker
- Gebler, Otto (1838–1917), deutscher Maler
- Gebler, Tobias Philipp von († 1786), Dramatiker und österreichischer Staatsbeamter
- Gebler, Wilhelm von (1803–1884), österreichischer Feldmarschall-Lieutenant und Militär-Schriftsteller
- Gebler-Proxauf, Rosemarie (1921–2011), österreichische Skirennläuferin
- Geblewicz, Olgierd (* 1972), polnischer Politiker, Marschall der Woiwodschaft Westpommern
- Geblusek, Irén (* 1944), ungarische Badmintonspielerin

### Gebm
- Gebmund († 693), Bischof von Rochester

### Gebo
- Gęborski, Czesław (1925–2006), polnischer Offizier, Kommandant des polnischen Internierungslagers Lamsdorf nach 1945

### Gebr
- Gebrande, Julia (* 1978), deutsche Sozialpädagogin, Fachberaterin für Psychotraumatologie und Professorin an der Hochschule Esslingen
- Gebre Krestos († 1832), Negus von Äthiopien
- Gebre Meskei, Rissom (* 1941), äthiopischer Radrennfahrer
- Gebre Selassie, Anna (* 1991), tschechische Handballspielerin
- Gebre Selassie, Theodor (* 1986), tschechischer FußballspielerTheodor Gebre Selassie (* 1986)

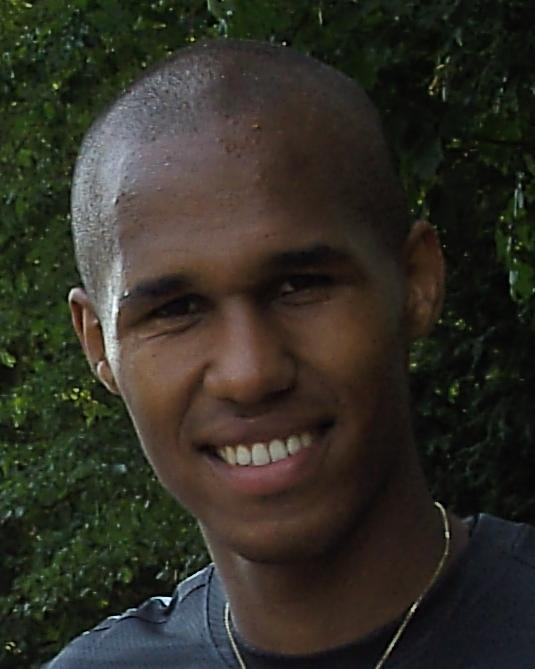
Theodor Gebre Selassie (* 1986)

- Gebre, Bogaletch (1960–2019), äthiopische Mikrobiologin und Frauenrechtsaktivistin
- Gebre, Mehari (* 1989), äthiopischer Marathonläufer
- Gebre, Meseret (* 1993), äthiopische Langstreckenläuferin
- Gebre, Tadesse (* 1968), äthiopischer Marathonläufer
- Gebre, Trihas (* 1990), spanische Langstreckenläuferin äthiopischer Herkunft
- Gebre-Egziabher, Sebhat (1936–2012), äthiopischer Journalist und Schriftsteller
- Gebregiorgis, Genet (* 1975), äthiopische Langstreckenläuferin
- Gebrehiwot, Eleni (* 1984), deutsche Langstreckenläuferin
- Gebrehiwot, Zeragaber (* 1956), äthiopischer Radrennfahrer
- Gebremariam, Alana (* 1997), belarussische Aktivistin und Feministin
- Gebremariam, Gebregziabher (* 1984), äthiopischer Langstreckenläufer
- Gebremedhin, Mekonnen (* 1988), äthiopischer Mittelstreckenläufer
- Gebremeskel, Dejen (* 1989), äthiopischer Langstreckenläufer
- Gebreselama, Tsigie (* 2000), äthiopische Langstreckenläuferin
- Gebresilase, Leul (* 1992), äthiopischer Leichtathlet
- Gebreslase, Gotytom (* 1995), äthiopische Langstreckenläuferin
- Gebrewold, Belachew (* 1968), österreichischer Politikwissenschaftler und Hochschulprofessor
- Gebreyesus, Esey (* 2004), schweizerisch-eritreischer Fussballspieler
- Gebreyesus, Tesfaye (1935–2019), äthiopisch-eritreischer Fußballschiedsrichter und Fußballfunktionär
- Gebrhiwet, Hagos (* 1994), äthiopischer Langstreckenläufer
- Gebril, Hassan Alieu (* 1951), gambischer Diplomat
- Gebrselassie, Haile (* 1973), äthiopischer Langstreckenläufer, Olympiasieger und WeltrekordhalterHaile Gebrselassie (* 1973)

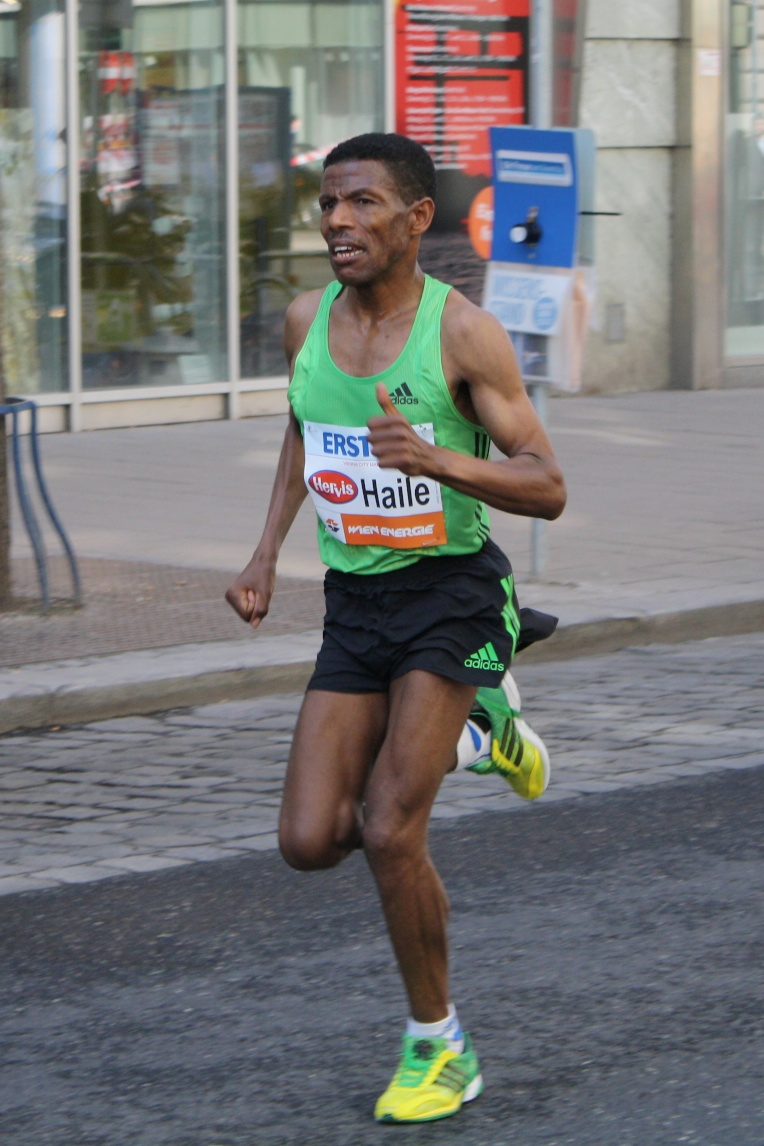
Haile Gebrselassie (* 1973)

- Gebru, Eyeru Tesfoam (* 1996), äthiopische Radrennfahrerin
- Gebru, Timnit, Informatikerin
- Gebruers, Seppe (* 1990), belgischer Jazz- und Improvisationsmusiker (Piano)
- Gebrzihair, Girmawit (* 2001), äthiopische Leichtathletin

### Gebs
- Gebsattel, Daniel Johann Anton von (1718–1788), deutscher Geistlicher
- Gebsattel, Johann Philipp von (1555–1609), Bischof von Bamberg
- Gebsattel, Konstantin von (1854–1932), bayerischer General der Kavallerie, Inspekteur der Kavallerie sowie alldeutsch-völkischer Agitator
- Gebsattel, Lothar Anselm von (1761–1846), Würzburger Domdechant, großherzoglicher Staatsrat und Erzbischof von München-Freising
- Gebsattel, Ludwig von (1857–1930), bayerischer General der Kavallerie
- Gebsattel, Marie von (1885–1958), deutsche Oberregierungsrätin, Mitglied des Bayerischen Landtags
- Gebsattel, Viktor Emil von (1883–1976), deutscher Philosoph, Psychiater, Psychologe und Mediziner
- Gebser, Anna (1856–1917), deutsche Lehrerin und Historikerin
- Gebser, August Rudolf (1801–1874), deutscher Autor und Theologe
- Gebser, Gustav Friedrich (1694–1766), deutscher Beamter, Amtmann des kursächsischen Amtes Sittichenbach
- Gebser, Jean (1905–1973), deutsch-schweizerischer Bewusstseinsforscher
- Gebser, Siegfried (1936–2021), deutscher Dokumentarfilmer und Fotograf
- Gebstedt, Ralph (* 1971), deutscher Skispringer

### Gebu
- Gebuhr, Dario (* 2003), deutscher Fußballspieler
- Gebühr, Hilde (1910–1945), deutsche Schauspielerin
- Gebühr, Michael (1942–2021), deutscher Archäologe
- Gebühr, Otto (1877–1954), deutscher SchauspielerOtto Gebühr (1877–1954)

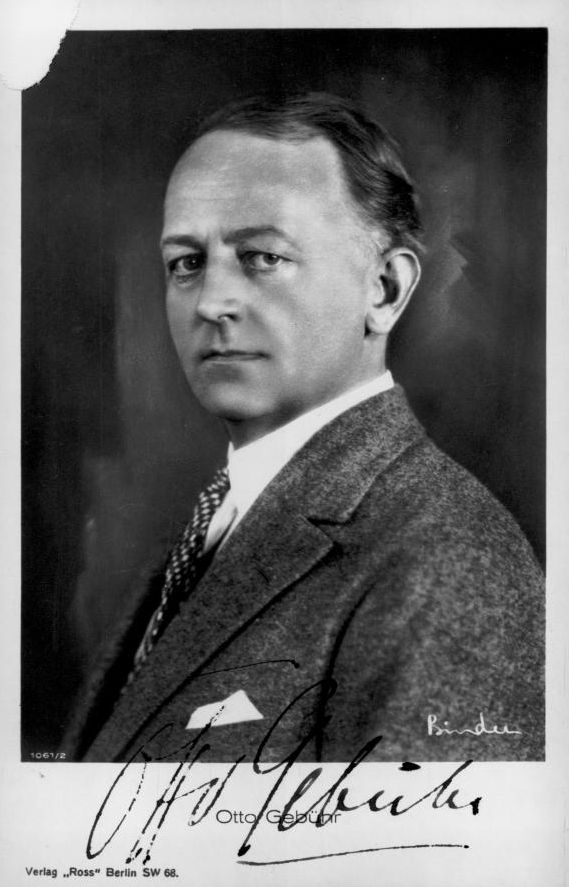
Otto Gebühr (1877–1954)

- Gebuhr, Vera (1916–2014), dänische Schauspielerin
- Gebürsch, Teo (1899–1958), deutscher Maler, Holzschneider, Karikaturist und Zeichner
- Geburtig, Fritz Heinrich (1883–1952), deutscher Ingenieur
- Geburtig, Paul (* 1896), deutscher Politiker (NSDAP), MdR